# Orobanche du lierre
Orobanche hederae
Espèce
Classification phylogénétique
L'Orobanche du lierre (Orobanche hederae) est une plante à fleurs de la famille des Orobanchaceae.
Elle ne parasite que le lierre (Hedera) et les aralies (Aralia) cultivées (celles-ci appartiennent à la même famille que le lierre).

## Description

### Caractéristiques
- Organes reproducteurs
  - Couleur dominante des fleurs : bleu, blanc
  - Période de floraison : juin-août
  - Inflorescence : épi simple
  - Sexualité : hermaphrodite
  - Ordre de maturation : homogame
  - Pollinisation : entomogame
- Graine
  - Fruit : capsule
  - Dissémination : anémochore et/ou barochore
- Habitat et répartition
  - Habitat type : sous-bois herbacés médioeuropéens, planitiaires à montagnards
  - Aire de répartition : européen méridional

Données d'après : Julve, Ph., 1998 ff. - Baseflor. Index botanique, écologique et chorologique de la flore de France. Version : 23 avril 2004.

## Utilisations
Le médecin grec Dioscorides écrit que la plante, appelée Οροβαχνη, peut être consommée crue ou cuite comme des asperges et signale que la cuisson de la plante avec des légumineuses fait cuire les légumineuses plus rapidement. Bien que Dioscoride ne donne pas d'informations médicinales dans sa description, les folklores russe et nordique décrivent tous deux la plante comme hautement médicinale.

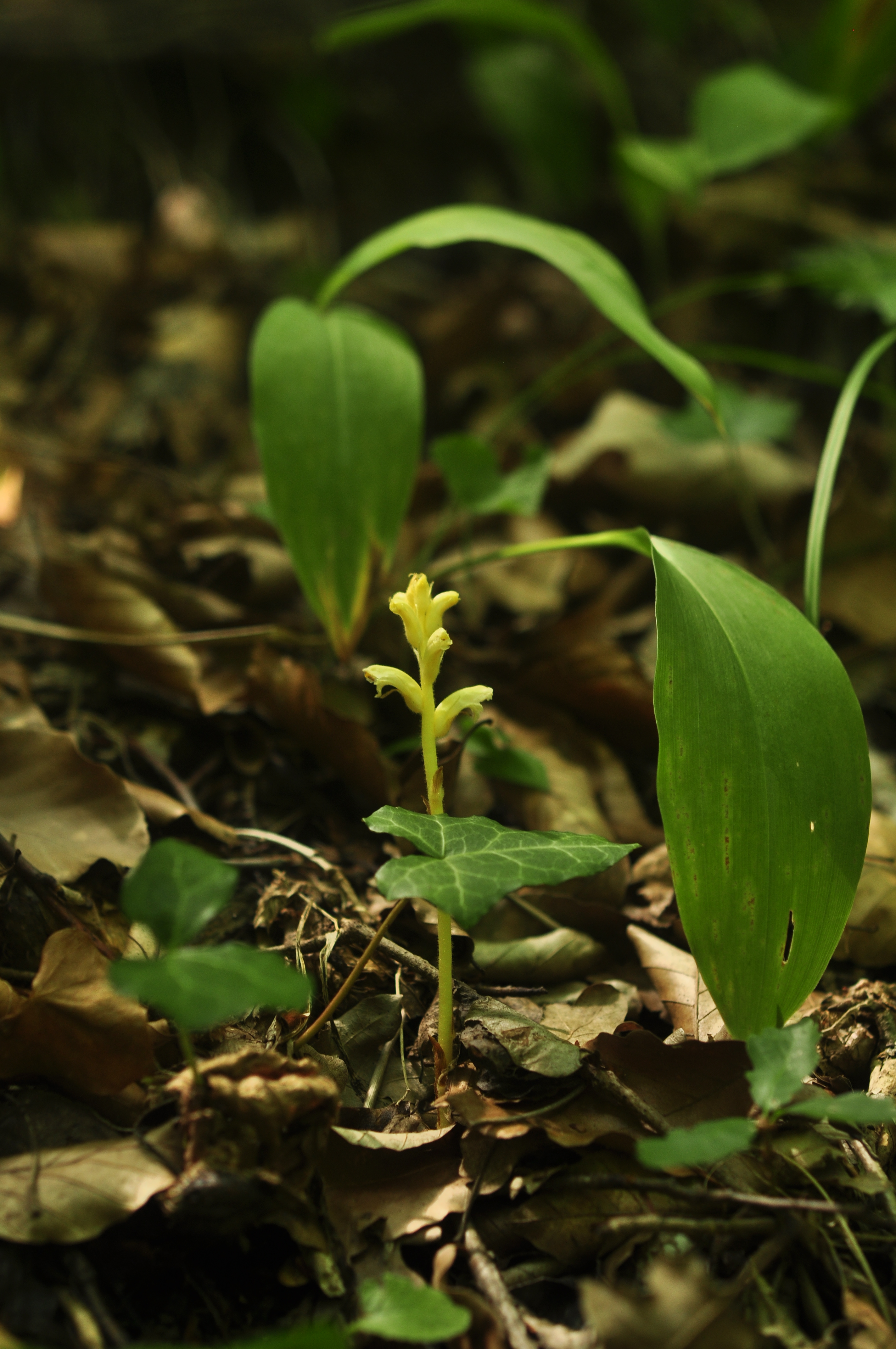
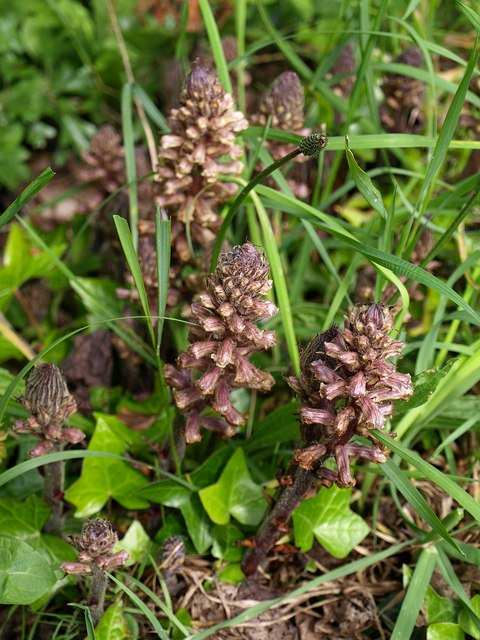
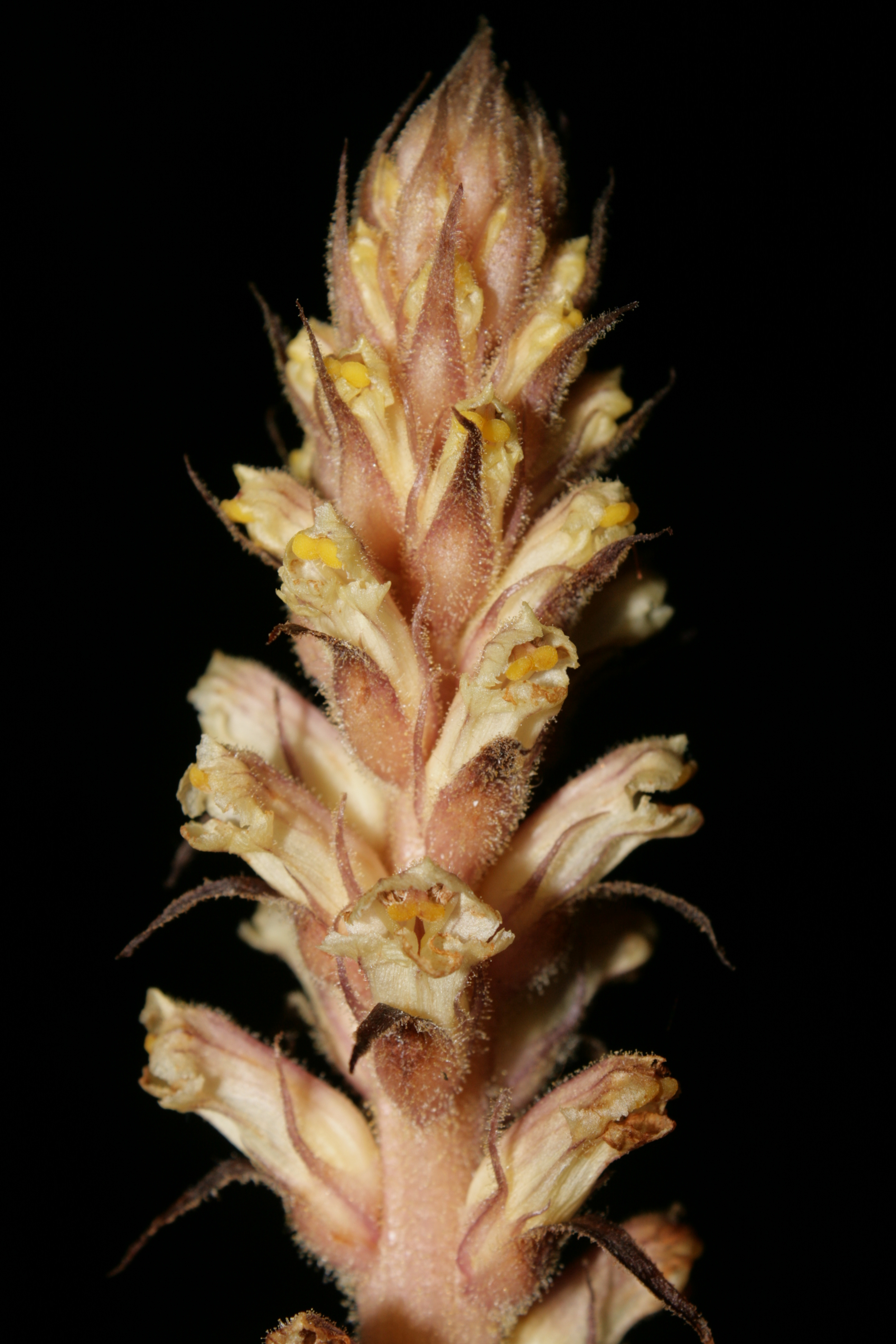
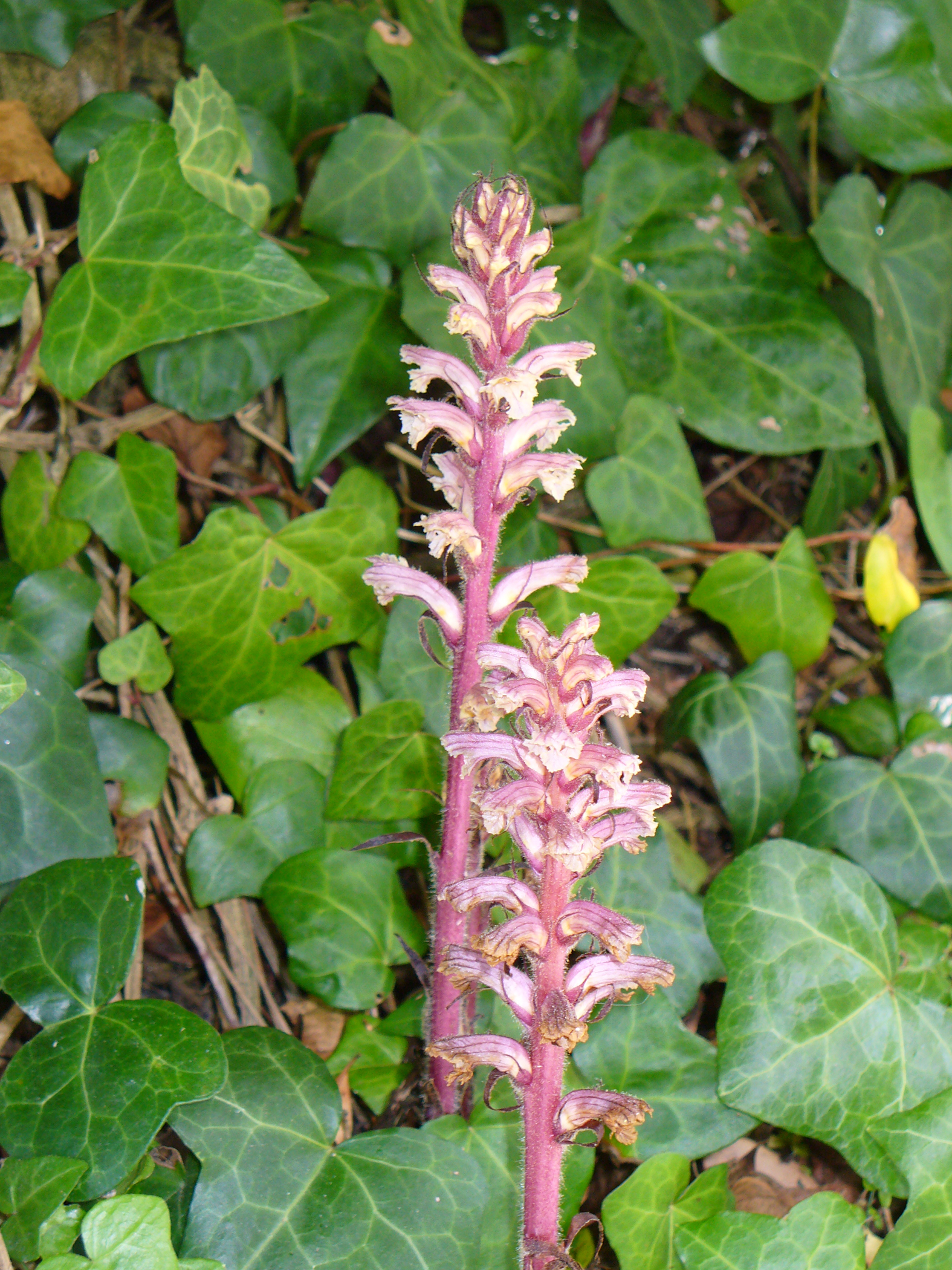
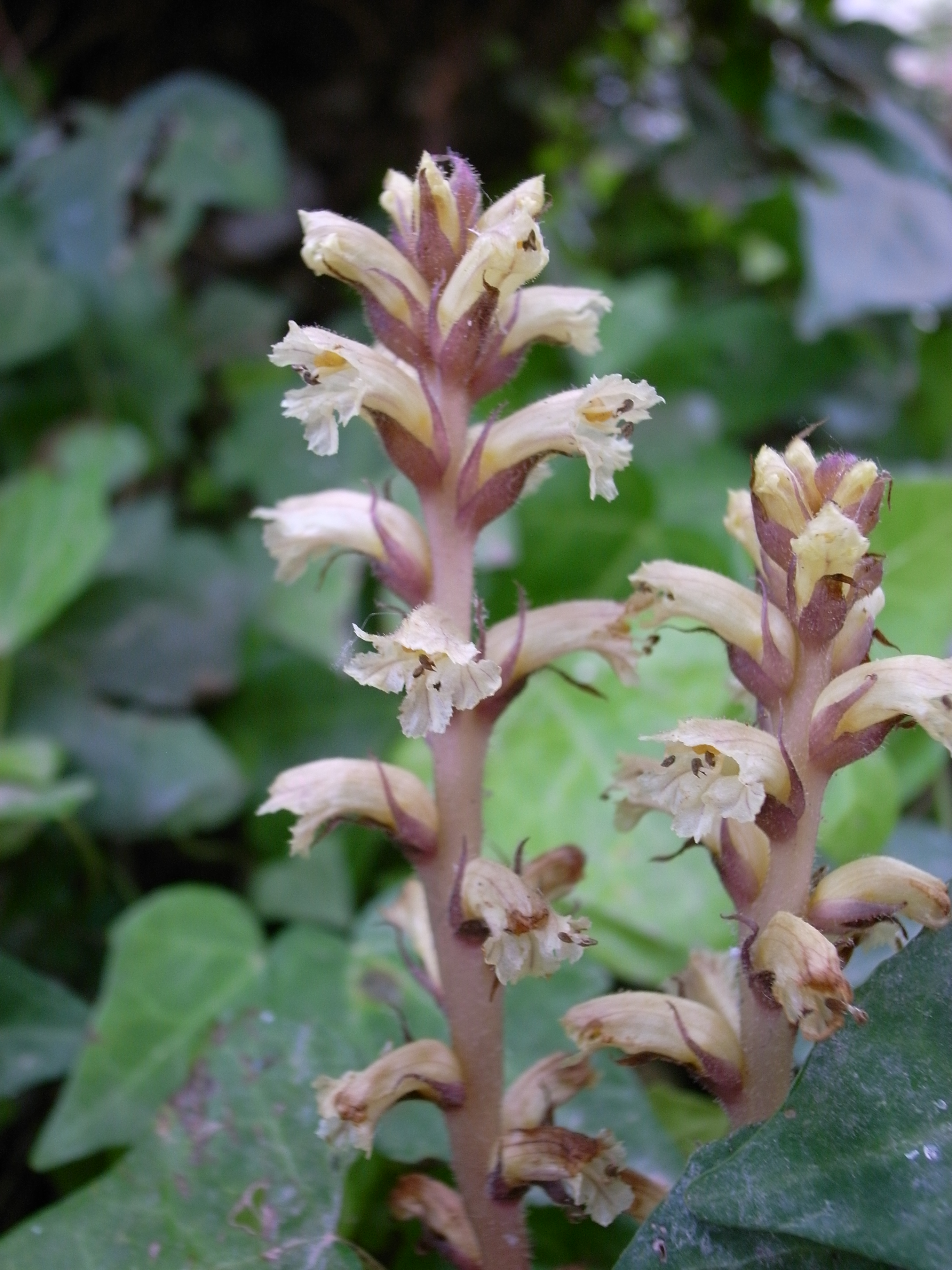
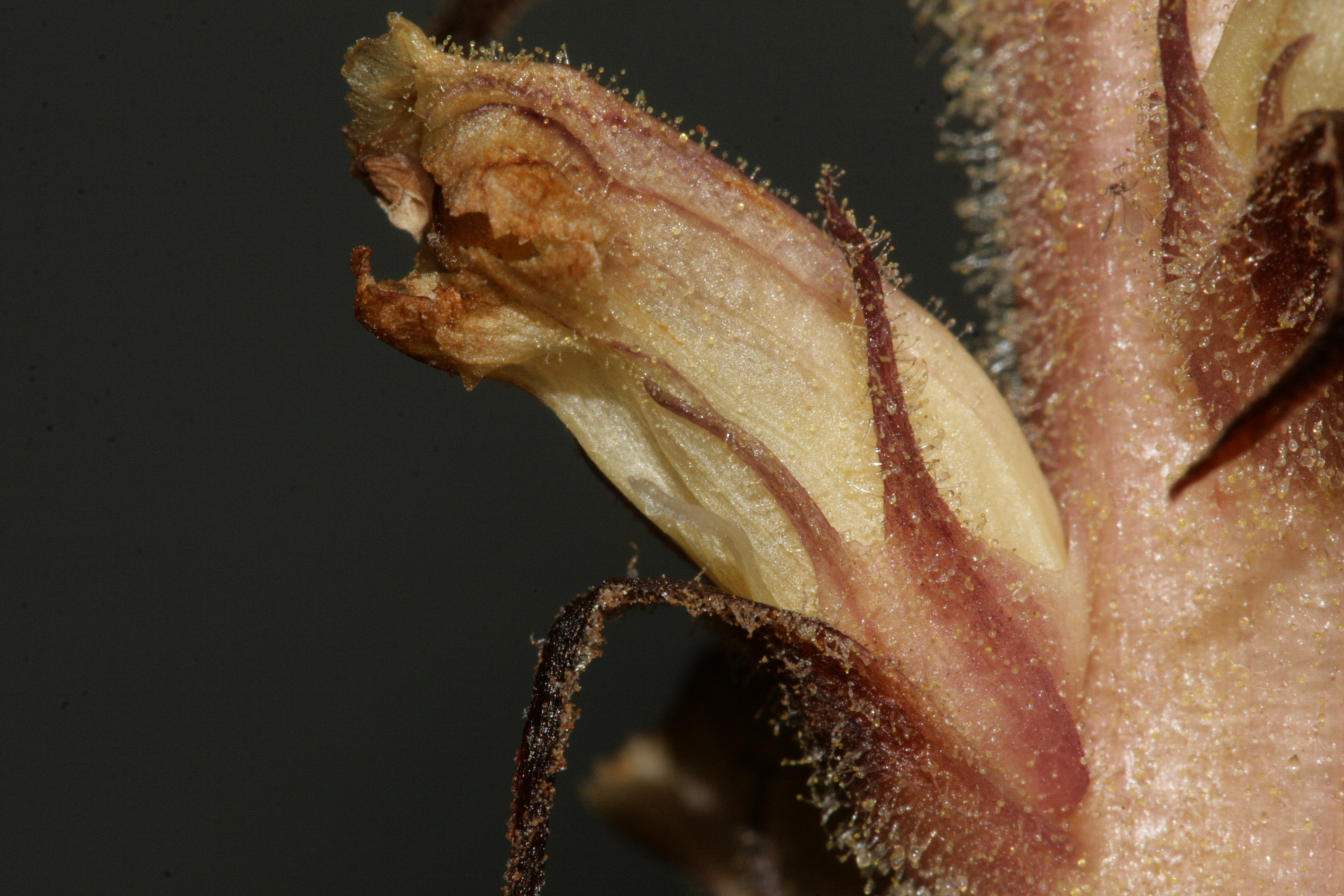
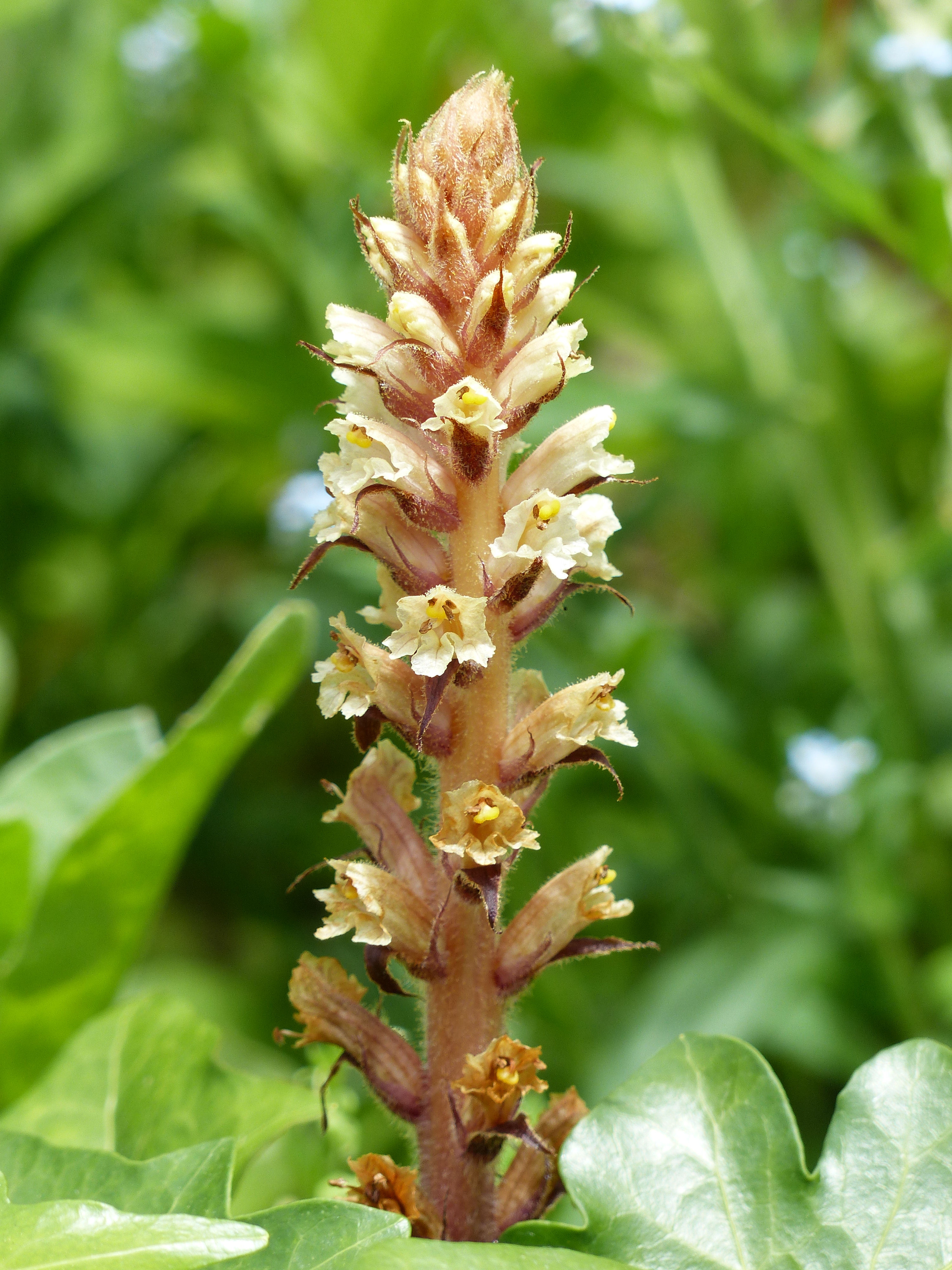